# Sydney Booth
Pour les articles homonymes, voir Booth.
Sydney Booth est un acteur américain né le 29 janvier 1873 à Boston dans le Massachusetts, et mort le 5 février 1937 à Stamford dans le Connecticut. Également acteur de théâtre, Sydney Booth fut actif à Broadway (New York) entre 1899 et 1936.

## Biographie
Sydney Booth est le fils de l'acteur Junius Booth et de l'actrice Agnes Booth (née Rookes), et le neveu de John Booth, qui assassina en 1865 le président des États-Unis Abraham Lincoln.
Il est inhumé au Rosedale Cemetery de Manchester-by-the-Sea, dans le Massachusetts.

## Filmographie sélective
- 1911 : The Star Spangled Banner de J. Searle Dawley
- 1911 : The Unfinished Letter
- 1911 : The Winds of Fate
- 1911 : Captain Barnacle's Baby de Van Dyke Brooke
- 1911 : Two Officers
- 1911 : Then You'll Remember Me d'Oscar Apfel
- 1911 : The Surgeon's Temptation
- 1911 : The Three Musketeers : Part 1 de J. Searle Dawley
- 1911 : The Three Musketeers : Part 2 de J. Searle Dawley
- 1911 : The Battle of Trafalgar de J. Searle Dawley
- 1911 : Mary's Masquerade de Bannister Merwin
- 1911 : A Modern Cinderella de J. Searle Dawley